# Liste der Mitglieder der National Academy of Sciences/1926
Im Jahr 1926 wählte die National Academy of Sciences der Vereinigten Staaten 4 Personen zu ihren Mitgliedern.

## Neugewählte Mitglieder
- Frank W. Dyson (1868–1939)
- Jacques Hadamard (1865–1963)
- Max Planck (1858–1947)
- Richard Willstätter (1872–1942)